# Amt Langballig
Het Amt Langballig is een Amt in de Duitse deelstaat Sleeswijk-Holstein. Het Amt ligt in de streek Angeln in de Landkreis Schleswig-Flensburg. Langballig ontstond in 1970 door het samenvoegen van de voormalige Ämter Grundhof en Munkbrarup.

## Deelnemende gemeenten
| - Dollerup - Grundhof - Langballig - Munkbrarup | - Ringsberg - Wees - Westerholz |